# Monteiro Lobato
Pour les articles homonymes, voir Lobato et Monteiro Lobato (São Paulo).
 (mars 2011).
 (mars 2011).
Si vous disposez d'ouvrages ou d'articles de référence ou si vous connaissez des sites web de qualité traitant du thème abordé ici, merci de compléter l'article en donnant les références utiles à sa vérifiabilité et en les liant à la section « Notes et références ».
José Bento Renato Monteiro Lobato, né à Taubaté le 18 avril 1882 et mort à São Paulo le 4 juillet 1948, est l'un des écrivains brésiliens du XXe siècle les plus influents.

## Biographie
Ses premiers succès littéraires (1918-19) sont des livres pour adultes où il exprime, à travers des nouvelles ou des essais, une vision lucide et réformatrice du Brésil. Ceci fit de lui l'un des hommes les plus populaires de son temps, mais lui coûta l'inimitié du dictateur Getúlio Vargas, la prison et l'exil. Il est à peine de retour au pays, après la chute de l'autocrate, lorsque la mort le surprend.
Son premier livre pour enfants, A menina du narizinho arrebitado (1920) renoue avec le succès, au point de devenir l'année suivante le texte de lecture à l'école avec un tirage, colossal pour l'époque et même impressionnant aujourd'hui, de 60 000 exemplaires. Suivirent 23 titres dont des fictions de son cru, des réécritures et des ouvrages destinés à « instruire en divertissant ». Partout on retrouve ses innovations linguistiques, sa façon de fusionner réel et imaginaire, folklore brésilien, traditions universelles et nouveau média (cinéma, radio), humour et critique de l'homme et de la société.
Le Monde le qualifie de raciste et il serait la cible parmi des criminels avérés d'une remise en cause par les mouvements indigénistes.

## Quelques œuvres
Tous ces livres sont actuellement édités par Globo (São Paulo).
- Reinações de Narizinho (ill. Belmonte, São Paulo : Companhia Editora Nacional, 1931) : Ouvrage le plus connu de Monteiro Lobato, il résulte de la réfection de ses premiers livres pour enfants. Il donne consistance au Sítio do Picapau Amarelo (la ferme du pivert jaune), la petite ferme isolée où se retrouvent les héros de la saga : Narizinho, fillette curieuse et résolue ; Emília, poupée iconoclaste (porte-voix de l'auteur) ; Visconde de Sabugosa, savant encyclopédique et poussiéreux ; Dona Benta, grand-mère idéale, savante et conciliante ; Pedrinho, le hardi compagnon d’aventures, Cuca la méchante sorcière crocodile et bien d'autres.
- Memórias da Emília (ill. Belmonte, São Paulo : Companhia Editora Nacional, 1936) : Emília écrit ses mémoires avec l'aide du Visconde de Sabugosa. Raconté à deux voix contradictoires, le texte est très drôle et riche en éléments métalinguistiques et intertextuels.
- A chave do tamanho (São Paulo : Companhia Editora Nacional, 1942) : Emília part à la Fin du Monde pour actionner la clé qui met fin aux guerres, mais toujours étourdie, elle touche celle qui réduit (en 40 fois !) la taille des Humains. C’est l’un des derniers livres de Monteiro Lobato. Ecrit pendant la Seconde Guerre mondiale, il reflète l’amertume croissante de l’auteur envers les Hommes et son pacifisme, rendant son discours souvent pamphlétaire.

- La vengeance de l'arbre et autres contes, traduit du portugais par Georgette Tavares-Bastos, 1967[2].